# Bernard Diomède
Bernard Nicolas Thierry Diomède (Saint-Doulchard, 23 de janeiro de 1974) é um ex-futebolista e treinador de futebol francês que atuava como ponta-esquerda. Atualmente comanda a seleção Sub-20 da França.

## Carreira em clubes
Com raízes vindas da ilha de Guadalupe, Diomède foi revelado pelo Auxerre e fez sua estreia profissional em 1992. Durante sua passagem pelo AJA, entáo comandado por Guy Roux, venceu aconquistou a Ligue 1 e a Copa da França na temporada 1995–96, além da Copa Intertoto da UEFA de 1998, seus únicos títulos por clubes. Após 224 partidas oficiais e 46 gols marcados, Diomède saiu do Auxerre em 2000 e assinou com o Liverpool, que pagou 3 milhões de libras para contar com o ponta-esquerda. Sua estreia pelos Reds foi contra o Sunderland, quase marcou um gol de cabeça que foi anulado - embora as imagens mostrassem que a bola havia entrado.
Em 3 temporadas, Diomède atuou apenas 5 vezes pelo Liverpool (3 na Premier League e outras 2 na Copa da UEFA de 2000–01) antes de voltar ao futebol francês em 2003 e assinar por empréstimo com o Ajaccio, recém-promovido à Ligue 1. Seu desempenho levou a equipe da Córsega a contratá-lo em definitivo em julho do mesmo ano. Somando os 2 períodos, foram 48 jogos e 10 gols marcados com a camisa do Ajaccio.
Seus últimos jogos como atleta profissional foram por Créteil-Lusitanos e Clermont Foot, respectivamente em 2005 e 2006. Após 18 meses sem clube, Diomède anunciou sua aposentadoria em janeiro de 2008., a 5 dias de completar 34 anos.

## Carreira internacional
A estreia de Diomède pela França foi num amistoso contra a Espanha, em janeiro de 1998, que marcou a inauguração do Stade de France. Convocado para a Copa de 1998, vencendo a disputa com Ibrahim Ba. Vestindo a camisa 13 (pertencente até então a Ba), o ponta jogou as partidas contra Arábia Saudita, Dinamarca (ambas na primeira fase) e Paraguai (oitavas-de-final), que foi também seu último jogo com a camisa dos Bleus.

## Carreira de treinador
Desde 2015, Diomède é treinador das seleções de base da França (Sub-17., Sub-18, Sub-19 e Sub-20), além de administrar uma academia de futebol com seu nome em Issy-les-Moulineaux, nos arredores de Paris.

## Títulos
Auxerre
- Ligue 1: 1995–96
- Copa da França: 1995–96
- Taça Intertoto da UEFA: 1998

Liverpool
- Copa da UEFA: 2000–01

Seleção Francesa
- Copa do Mundo: 1998[12]